# Agafja

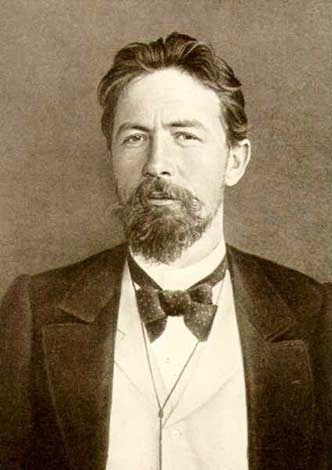
Anton Tschechow

Agafja (russisch Агафья) ist eine Erzählung des russischen Schriftstellers Anton Tschechow, die am 15. März 1886 in der Sankt Petersburger Zeitung Nowoje wremja erschien.
Alexander Eliasbergs Übertragung ins Deutsche erschien 1920 im Musarion Verlag München. Übersetzungen in andere Sprachen: 1891 ins Slowakische (Agafia), 1897 ins Tschechische (Agafja), 1900 ins Serbokroatische (Agafija) und 1917 ins Englische (Agafya).

## Überblick
An stillen Sommerabenden sucht der Ich-Erzähler gern den Gärtner Sawwa Stukatsch, Sawka genannt, in den Dubowsker Gemüsegärten auf. Das sind Gemeindegärten, in denen Sawka als Tagelöhner Wache hält. Man angelt gemeinsam. Sawka hat die Arbeit nicht erfunden. Das Nötigste zum Überleben bringt seine Mutter auf – selbst wenn sie betteln muss. Der Ich-Erzähler ist unangemeldet erschienen. Sawka bedauert: Hätte er das gewusst, dann hätte er ein junges Weib nicht bestellt. „Es hat nämlich eine gebeten, ob sie heute kommen darf“, erläutert er dem Ich-Erzähler die Situation. Letzterer möchte nicht stören. Während des Liebesspiels will er sich ins benachbarte Gehölz legen. Sawka empfängt gelegentlich die eine oder die andere Frau. Jede bringt gewöhnlich „aus Mitleid“ Essereien mit. Im Sommer muss die Mutter des trägen, sorglosen Sawka also weniger betteln als zu anderer Jahreszeit.
In der Nacht kommt nun die um die neunzehn Jahre alte Agafja, Agascha genannt, zum Stelldichein. Diese Ehefrau des Weichenwärters Jakow schreckt zurück, als vor der Reisighütte zwei Männer sitzen. Agascha bleibt; geht auch nicht, als der Postzug durch ist und sie daheim von Jakow erwartet wird. Der Ich-Erzähler verschwindet als störender Dritter alsbald im Gehölz. Später findet er Agascha noch vor: „Agafja lag, trunken vom Wodka, von Sawkas verächtlichen Liebkosungen und von der nächtlichen Schwüle, neben ihm auf der Erde und schmiegte krampfhaft ihr Gesicht an sein Knie. Sie gab sich so besinnungslos ihrem Gefühl hin, daß sie nicht einmal meine Rückkehr bemerkte.“ Auf Jakows laute Rufe aus der Ferne reagiert sie nicht. Agascha geht erst bei hellem Morgenlicht. Der Ich-Erzähler beendet seine Geschichte: „Agafja... ging auf ihren Mann zu. Man sah, daß sie alle Kraft zusammennahm und einen Entschluß gefaßt hatte.“

## Zeitgenössische Rezeption
- 25. März 1886, Dmitri Grigorowitsch weist auf Anton Tschechows „zuverlässiges Gefühl [bei] der inneren Analyse, die Meisterschaft der Beschreibung... und das Gefühl der Plastizität“ hin[6] und lobt die Schilderung der Natur.[7]
- 1888: Korolenko hingegen hätte sich eine tiefere psychologische Analyse Agaschas und Sawkas gewünscht. Er stößt sich sozusagen an der vom Autor favorisierten „seitlichen Perspektive“. Trotzdem hebt Korolenko den „Wahrheitsgehalt“ der Geschichte hervor.[8]

## Deutschsprachige Ausgaben

### Verwendete Ausgabe
- Agafja, S. 68–80 in Gerhard Dick (Hrsg.) und Wolf Düwel (Hrsg.): Anton Tschechow: Das schwedische Zündholz. Kurzgeschichten und frühe Erzählungen. Deutsch von Wolf Düwel. 668 Seiten. Rütten & Loening, Berlin 1965 (1. Aufl.)